# XVI. Benedek pápa enciklikái
Ez a lap XVI. Benedek pápa enciklikáit sorolja fel.
| No. | Címe                | A cím fordítása          | Tárgya                              | Kiadásának dátuma  | Szövege    |
| --- | ------------------- | ------------------------ | ----------------------------------- | ------------------ | ---------- |
| 1.  | Deus caritas est    | „Az Isten szeretet”      | A keresztény szeretetről            | 2005. december 25. | (magyarul) |
| 2.  | Spe salvi           | „Reményben megváltva”    | A keresztény reményről              | 2007. november 30. | (magyarul) |
| 3.  | Caritas in veritate | „Szeretet az igazságban” | Az ember teljes értékű fejlődéséről | 2009. június 29.   | (magyarul) |